# Джи-Ин Чо
Джи-Ин Чо (на немски: Ji-in Cho, на корейски: 조지인) е германска певица и пианистка от корейски произход, родена в Леверкузен на 30 декември 1976 г.
Тя е вокалистка и пианистка на симфоничната метъл група „Криптерия“ от декември 2004 г. до прекъсването им, след като е бременна през 2012 г. След това става главна вокалистка на And then she came, банда състояща се от повечето от бившите членове на „Криптерия“.

## Биография
Започва широко музикално обучение, включително пиано, когато е на 6 години. По-късно учи музика в „Музикалната академия“ в Кьолн и теология в Кьолнският университет.
През 2003 г. тя е вокалист на поп-групата Become One, с която издава албум и два независими сингли.
От декември 2004 г. Чо е певица на групата „Криптерия“. През 2012 групата прави пауза. През 2016 г. те се връщат под ново име, And then She Came, с нов музикален стил: хардрок.

## Дискография

### С Become One
Aлбуми
- "1" (2004)

Сингли
- "I don't need your alibis" (2003)
- "Come clean" (2004)

### С Криптерия
Албуми
- "Liberatio" (2005)
- "In medias res" (2005)
- "Evolution principle" EP (2006)
- "Bloodangel's cry" (2007)
- "My fatal kiss" (2009)
- "All beauty must die" (2011)

Сингли
- "Liberatio" (2005)
- "Victoriam Speramus" (2005)
- "Somebody save me" (2007)
- "Ignition" (2009)
- "For you I'll bring the devil down" (2009)
- "You killed me" (2011)
- "Live to fight another day" (2011)
- "Get the hell out of my way" (2011)
- "BVB Meisterhymne 2011" (2011)

### C And then she came
Албуми
- "And then she came" (2016)

Сингли
- "Hellfire Halo" (2016)
- "Public Enemy #1" (2016)
- "Why so serious?" (2016)

### Като солист
- "Ironic" (кавър на Аланис Морисет; чрез Сони Мюзик през 2003)